# Семибугры
Семибугры — село в Камызякском районе Астраханской области, центр Семибугоринского сельсовета. Население — 1778 человек (2010), 83 % из них — казахи.

## История
Название село получило из-за семи бугров, окружающих село. На некоторых из них в царские годы жили помещики. На одном из бугров поныне существует старое казахское кладбище.
С 1 августа 2020 года вблизи села Семибугры начались археологические раскопки. По монетному материалу памятник датируется VIII—X веками. Площадь поселения — около 150 га. Среди находок —  серебряный дирхем, отчеканенный в VIII веке в арабской провинции Тунис, и фрагмент металлической пластины с «тамгой», сходной по виду со знаками Рюриковичей. По версии сотрудников Астраханского музея-заповедника, здесь могла находиться столица Хазарии Итиль. Это первый опорный хазарский памятник в дельте Волги. Часть учёных ранее отождествляла Итиль с другим поселением в Камызякском районе — Самосдельским городищем, но салтово-маяцкая керамика на нём не найдена.

## География
Семибугры расположены в пределах Прикаспийской низменности в южной части Астраханской области, в дельте реки Волги и находятся на правом берегу реки Болда на 4,2 км вдоль реки.
Абсолютная высота 26 метров ниже уровня моря.
Климат
Умеренный, резко континентальный, характеризуется высокими температурами летом и низкими — зимой, малым количеством осадков, а также большими годовыми и летними суточными амплитудами температуры воздуха.

## Население
| 2002 | 2010  |
| ---- | ----- |
| 1936 | ↘1778 |

Национальный и гендерный состав
По данным Всероссийской переписи в 2010 году, численность населения составляла 1778 человек (854 мужчины и 924 женщины, 48,0 и 52,0 %% соответственно).
Согласно результатам переписи 2002 года, в национальной структуре населения казахи составляли 83 % от общей численности населения в 1934 жителя.
| Национальность | Численность (2010) | Процент |
| -------------- | ------------------ | ------- |
| Казахи         | 1444               | 80,6%   |
| Русские        | 192                | 10,7%   |
| Татары         | 12                 | 0,7%    |
| Чеченцы        | 9                  | 0,5%    |
| Арабы          | 6                  | 0,3%    |
| Узбеки         | 6                  | 0,3%    |
| Азербайджанцы  | 5                  | 0,3%    |
| Калмыки        | 5                  | 0,3%    |
| Молдаване      | 5                  | 0,3%    |
| Ногайцы        | 5                  | 0,3%    |
| Туркмены       | 5                  | 0,3%    |
| Не указана     | 97                 | 5,4%    |
| Всего          | 1791               | 100%    |

## Инфраструктура
Есть своя больница, школа, в советское время находилась нефтебаза.
Основной род занятий — сельское хозяйство. Совхоз «Семибугоринский» в 1960—1990 годах славился на всю область.
Ловится сом, щука, лещ, вобла и т. д.